# Vol British Airways 2069
L'incident du vol British Airways 2069 est une tentative de détournement d'un Boeing 747 de British Airways entre l'aéroport de Londres-Gatwick, en Angleterre, et l'aéroport international Jomo-Kenyatta, à Nairobi, au Kenya. Le 29 décembre 2000, à 5 heures du matin, un passager souffrant d'une maladie mentale a pris d'assaut le cockpit et a tenté de détourner l'appareil. Le Boeing 747 a décroché, puis le passager a poussé sur le manche, plongeant le 747 dans un piqué. Le commandant de bord William Hagan, des membres de l'équipage, ainsi que quelques passagers ont été en mesure d'appréhender l'assaillant, tandis que le copilote Phil Watson a repris le contrôle de l'avion, ce qui a permis de maîtriser relativement rapidement la situation,.

## Avion et passagers
L’appareil impliqué était un Boeing 747-436, immatriculé G-BNLM, livré à British Airways le 28 juin 1990. Il y avait 379 passagers à bord de l'appareil ainsi que 19 membres d'équipage dont commandant de bord William Hagan et l'officier pilote de ligne Phil Watson. En plus des deux pilotes, un copilote supplémentaire, l'officier pilote de ligne Richard Webb, était aussi présent pour assurer la relève de l'équipage en cours de vol.

## Incident
Avant le départ du vol, le commandant de bord a été notifié d'un petit incident qui s'est produit au guichet d'enregistrement de la compagnie. En effet, un homme âgé de 27 ans, demandant à parler aux autorités, semblait très perturbé et inquiet à l'idée de monter dans l'avion. En effet, l'homme prétendait que des personnes très dangereuses le poursuivaient et l'homme craignait que ces personnes puissent embarquer dans l'avion avec des armes. Peu après et finalement calmé, l'homme reçut l'autorisation des autorités ainsi que du commandant de bord afin de rejoindre son siège, et ne fit plus parler de lui.
Après son décollage de Londres, l'appareil monta vers 33 000 pieds (10 060 mètres) puis, quelques heures plus tard, dans la nuit noire au-dessus de l'Afrique, l'appareil, plus léger, monta vers l'altitude de 37 000 pieds (11 280 mètres). Á ce moment-là, le commandant de bord, parti se reposer, était remplacé par le deuxième copilote présent sur le vol.
Vers 5 heures du matin, heure locale, le cockpit du Boeing 747-400 opérant sur le vol régulier de British Airways reliant l'aéroport de Londres-Gatwick à l'aéroport international Jomo-Kenyatta, au Kenya, est pris d'assaut par un passager kenyan, mentalement instable, nommé Paul Mukonyi. Attaquant le copilote Phil Watson, seul aux commandes (le second copilote étant parti aux toilettes à ce moment-là), Mukonyi s'empare des commandes et tente d'altérer la trajectoire de l'appareil, ce qui déconnecte le pilote automatique. Dans le même temps, la lutte entre l'assaillant et le copilote provoque la montée brutale de l'avion et son décrochage à 42 000 pieds (12 800 mètres). Le Boeing 747 a atteint une inclinaison de près de 94 degrés à son maximum ainsi qu'un tangage de plus de 20 degrés en piqué. L'appareil plonge alors vers le sol à la vitesse vertigineuse de plus de 30 000 pieds par minute (soit près de 9 150 mètres par minute). Alors que Mukonyi et Watson se battent pour les commandes, le commandant Hagan, qui était parti en pause juste avant l'attaque, rejoint le cockpit. En plus du commandant Hagan, deux passagers (Henry Clarke Bynum et Gifford Murrell Shaw) assis dans le pont supérieur, ont pu entrer dans le cockpit malgré les manœuvres extrêmes pour aider à maîtriser Mukonyi puis le sortir du cockpit,. Une fois Mukonyi sorti du poste de pilotage, l'officier pilote de ligne Watson a rapidement repris les commandes et a remis l'avion en palier. Lors de la remise en palier, les personnes à bord de l'appareil ont subi une force de plus de 2,3 G. Par la suite, le commandant Hagan a rassuré les passagers et le vol a continué sans autre incident. Les changements de tangage violents ont été responsables de blessures mineures chez quatre passagers dont une des hôtesses qui s'est cassé la cheville.
Après avoir atterri à Nairobi, Mukonyi a été immédiatement transféré aux autorités. Les actions après l’appréhension ont été enregistrées sur une caméra vidéo par le fils du musicien anglais Bryan Ferry, les deux étaient des passagers du vol,. Mukonyi craignait d’être suivi et tentait de tuer ceux qu’il considérait comme une menace, c’est-à-dire l’ensemble des passagers et des membres d’équipage.

## Conséquences
Le commandant de bord William Hagan et les officiers pilote de ligne Phil Watson et Richard Webb ont reçu un prix Polaris en 2001. Hagan a également reçu le prix de la personne de l'année de l'Association royale pour l'invalidité et la réadaptation (RADAR).
Un groupe de 16 passagers américains a intenté une poursuite de plusieurs millions de dollars contre British Airways. Les passagers britanniques se sont vu offrir une indemnité de 2 000 £ et un billet gratuit chacun. Les indemnités versées par BA aux passagers britanniques comprenaient un montant en espèces de 2 000 £, une participation gratuite au cours « Fear of Flying » de l’aéroport de Birmingham et un billet gratuit pour voyager partout dans le monde sur le réseau de BA. En 2013, un petit groupe de passagers britanniques a tenté une action en justice contre BA, mais rien n'a pu être engagée et leurs efforts ont été vains,.
British Airways n'exploite plus cette route depuis l'aéroport de Londres-Gatwick et opère désormais depuis l'aéroport de Londres-Heathrow. Le numéro de vol a continué d'être utilisé par British Airways, bien qu'il soit désormais utilisé pour la liaison entre l'aéroport de Londres-Gatwick et l'Île Maurice.
L'homme qui a essayé de faire écraser le vol 2069 a immédiatement été placé en psychiatrie, où il a été déclaré irresponsable de ses actes puis placé en internement, évitant ainsi toutes poursuites,. Cependant, l'homme fut relâché quelques semaines plus tard, en janvier 2001, et fut simplement banni à vie de tout vol avec British Airways.
Par la suite, l'appareil impliqué dans l'incident, immatriculé G-BNLM, a continué ses vols puis a été retiré du service en novembre 2013,.
À l'époque, l'accès au cockpit était beaucoup moins strict que de nos jours. À la suite de plusieurs incidents similaires, mais surtout des attentats du 11 septembre 2001, l'accès au poste de pilotage des avions de ligne est désormais très surveillé. Les portes sont désormais verrouillées à tout moment, blindées et surveillées par des caméras, afin que les pilotes puissent voir en permanence qui souhaite entrer dans le poste.

### Vidéos
- (en) [vidéo] AP Archive, « Kenya: Incident on British Airways 747 aircraft », sur YouTube.

- (en) [vidéo] AP Archive, « Kenya: British Airways 747 aircraft incident latest », sur YouTube.